# Le Plessis-Dorin
Le Plessis-Dorin ist eine Gemeinde mit 173 Einwohnern (Stand: 1. Januar 2022) im französischen Département Loir-et-Cher in der Region Centre-Val de Loire. Sie gehört zum Kanton Le Perche (bis 2015: Kanton Mondoubleau) und zum Arrondissement Vendôme. 

## Geographie
Le Plessis-Dorin liegt etwa 75 Kilometer nordnordwestlich von Blois und etwa 75 Kilometer nordnordöstlich von Tours.
Die Gemeinde grenzt an Chapelle-Guillaume im Norden und Nordosten, an Couëtron-au-Perche im Süden und Osten sowie an Melleray im Westen und Nordwesten.

## Bevölkerungsentwicklung
| Jahr                       | 1962 | 1968 | 1975 | 1982 | 1990 | 1999 | 2006 | 2017 |
| -------------------------- | ---- | ---- | ---- | ---- | ---- | ---- | ---- | ---- |
| Einwohner                  | 465  | 361  | 298  | 292  | 218  | 202  | 190  | 167  |
| Quellen: Cassini und INSEE |      |      |      |      |      |      |      |      |

## Sehenswürdigkeiten
- Kirche Saint-Jean-Baptiste aus dem 12. Jahrhundert, Umbauten aus dem 16. Jahrhundert

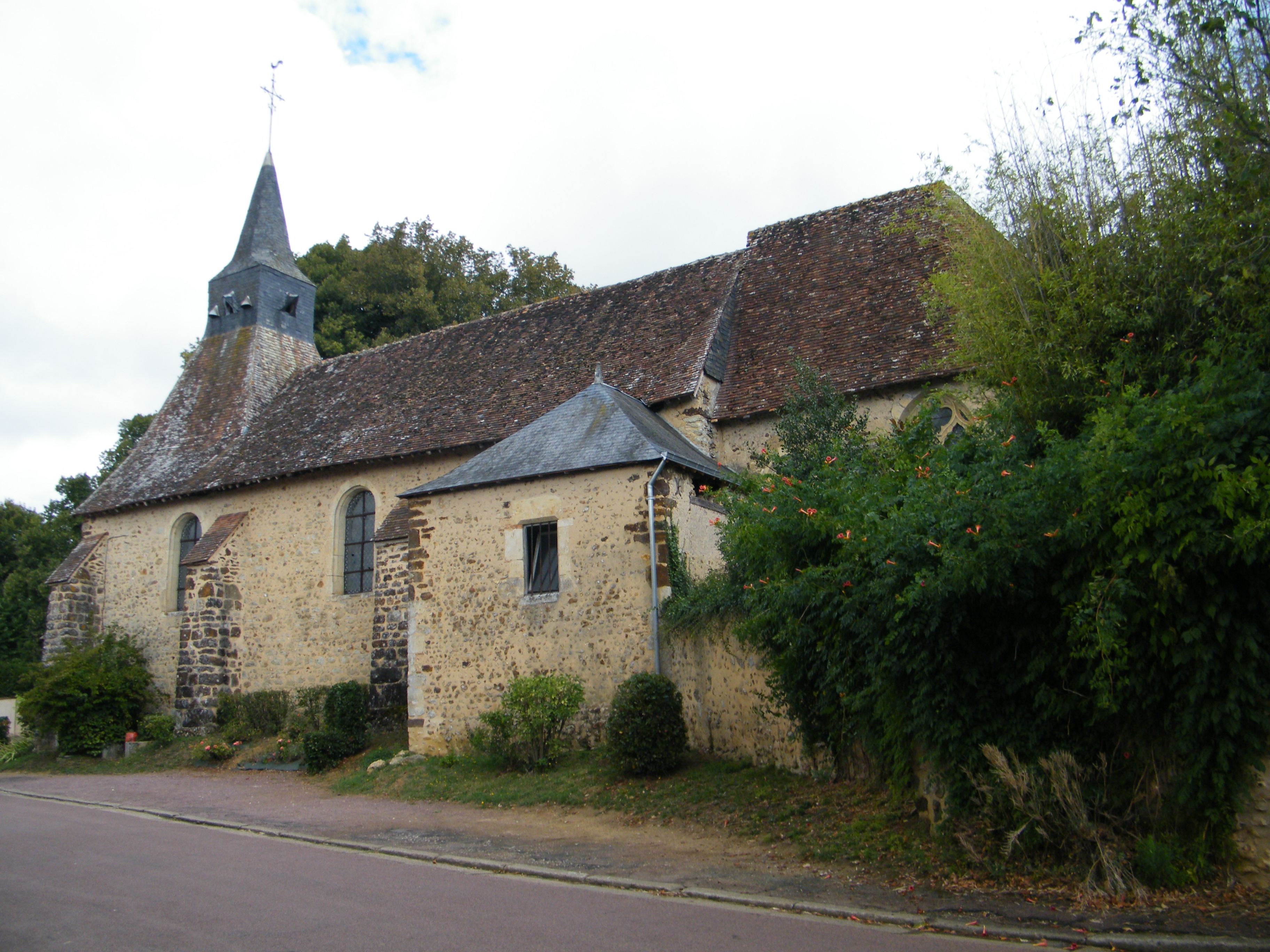
Kirche Saint-Jean-Baptiste